# Massimo Mollica
Massimo Mollica (Pace del Mela, 19 marzo 1929 – Messina, 1º maggio 2013) è stato un attore italiano.
È noto essenzialmente per la sua interpretazione di Don Vito Cascio Ferro nello sceneggiato televisivo Joe Petrosino che la Rai trasmise nel 1972, per la regia di Daniele D'Anza, interpretato insieme al concittadino Adolfo Celi. Il grande successo dello sceneggiato lo portò a partecipare come ospite d'onore a Canzonissima condotto da Pippo Baudo e Loretta Goggi, nella puntata in cui era ospite anche Mariangela Melato. È considerato come uno dei più sensibili e intensi interpreti del teatro di Pirandello, di cui fu attento studioso e biografo, oltre che regista e attore principale di messe in scena pirandelliane nei massimi teatri italiani (Liolà, Il berretto a sonagli, Sei personaggi in cerca d'autore, Pensaci, Giacomino).

## Biografia
Da attore teatrale, Mollica ha debuttato da ragazzo, sotto la guida del regista Cutrufelli. Apprezzato regista teatrale, va ricordata la sua regia e interpretazione del pirandelliano Liolà, spettacolo che ebbe numerose repliche. Fu anche il primo a portare in scena Il bell'Antonio di Vitaliano Brancati (nella versione rivisitata, che Mollica concordò con la Proclemer, vedova di Brancati) e a interpretare Il re muore di Eugène Ionesco davanti al suo autore in una recita a Catania nel 1972. Ha legato il suo nome alla riscoperta e alla messa in scena al teatro greco di Tindari della traduzione in lingua siciliana della versione di Luigi Pirandello del Ciclope di Euripide (U Ciclopu diretto da Andrea Camilleri), del Glauco di Morselli e della commedia siciliana Ccu i' nguanti gialli di Pirandello. Il sodalizio tra Mollica e Camilleri nacque proprio a Tindari e sublima il debutto di Camilleri regista nei teatri di pietra. I due si erano conosciuti negli studi Rai nel 1969 quando Mollica girò Lazarillo dello stesso Camilleri. Tra loro nacque una intensa amicizia e una forte stima professionale che si corroborò con la realizzazione di spettacoli sia nei teatri classici che, nelle stagioni invernali, nei  teatri messinesi del Ridottissimo o del San Carlino con la compagnia Stabile di Prosa. È stato direttore della compagnia Stabile di Prosa di Messina, da lui stesso fondata nel 1965. Ha fondato e diretto diversi teatri di Messina (Ridottissimo, San Carlino, Pirandello, Teatro di Campagna), ha inaugurato il "Teatro in Fiera" di Messina con una regia di Andrea Camilleri (1977) ed è stato direttore artistico del Teatro Parioli di Roma. Nella stagione teatrale 2008-2009 è impegnato nello spettacolo Il berretto a sonagli e nella commedia Pensaci, Giacomino!, entrambi di Luigi Pirandello al Teatro Lelio di Palermo. Gli ultimi spettacoli degli anni novanta e duemila, portati in scena al Teatro Pirandello e al Teatro di Campagna, hanno avuto come prima attrice Giovanna Battaglia, con cui ha interpretato opere di Nicolaj, De Benedetti, Pirandello, Ionesco, Brancati. Mollica fu protagonista anche di recital teatrali in diverse rassegne culturali, tra cui sei edizioni della "rassegna teatro popolare" al Teatro Tenda di piazza Mancini di Roma. Nel 2013 la famiglia Mollica ha donato gran parte del materiale scenotecnico, i costumi insieme ai documenti teatrali (copioni, lettere, scritture) al Comune di Patti. Oggi la mostra Massimo Mollica, i capolavori è visitabile presso le sale dell'ex Convento di San Francesco a Patti. Nell'agosto del 2023, per ricordare i dieci anni dalla sua morte, nell'ambito dell'evento teatrale Tyndaris Augustea, è andato in scena U Ciclopu per la regia di Cinzia Maccagnano che ha diretto Andrea Tidona nel ruolo del ciclope (che fu di Turi Ferro), Raffaele Schiavo nel ruolo del sileno e Alessandro Romano in quello di Ulisse. La direzione artistica dell'evento è stata di Anna Ricciardi che anni prima volle fortemente ricordare Massimo Mollica con un altro evento celebrativo nell'ambito del Tyndaris Festival che dirigeva e a cui parteciparono tutti gli amici e i colleghi di Massimo, tra cui Tuccio Musumeci. L'evento è stato prodotto dalla Proloco di Patti, presieduta da una figura simbolo della vita di Mollica, Nino Milone che fu non solo il suo braccio destro ma il produttore e manager di tutte le operazioni teatrali di Mollica nell'ultimo trentennio della sua vita.

## Filmografia parziale
- Salvatore Giuliano, regia di Francesco Rosi (1962)
- Lazarillo di Andrea Camilleri – teleromanzo (1969)
- Joe Petrosino, regia di Daniele D'Anza – miniserie TV (1972)
- Metti... che ti rompo il muso, regia di Giuseppe Vari (1973)
- L'arbitro, regia di Luigi Filippo D'Amico (1974)
- Il prefetto di ferro, regia di Pasquale Squitieri (1977)
- No alla violenza, regia di Tano Cimarosa (1977)
- Mala, amore e morte, regia di Tiziano Longo (1977)
- Napoli, Palermo, New York - Il triangolo della camorra, regia di Alfonso Brescia (1981)
- Bello mio, bellezza mia, regia di Sergio Corbucci (1982)

## Teatro
(tratto dalla Scheda del servizio stampa della Rai, 1973)
- L'abisso di Giovannetti (1954)
- Il miracolo di Manzari (1958-1959)
- Sei personaggi in cerca d'autore. Drammi marini di O'Neill e Il traforo di Quintavalle (1959)
- Elena o la gioia di vivere di Roussin (1960)
- Enrico IV e il Berretto a sonagli (1963)
- S.Sebastiano di Narbona di Stilo (1964)
- Barabba di De Ghelderode, Tutto per bene (1965)
- La tempesta, Sogno di una notte di mezza estate (1967)
- Il muro del silenzio di Messina (1969)
- I menecmi di Plauto, Il re cervo di Gozzi, Il pendolo di Niccolai, L'uomo, la bestia e la virtu, I viceré – prima mondiale a Taormina)
- Il Ciclope di Euripide-Pirandello, Tindari (1971)
- Il Glauco di Morselli, tradotto da Pirandello – prima mondiale, Tindari
- Il re muore di Ionesco, Messina (1970), Catania (1972)
- La Mandragola di Machiavelli, La Lisistrata (1972-1973)
- Probo Viro di Fava (1973)
- Otello (1973-1974)
- Il Vendicatore di F. Lanza (1974-1975)
- Liolà di Pirandello (1974-1975)
- L'eredità dello zio Bonanima di Giusti (1976-1977)
- L'avaro di Moliere (1977-1978)
- L'aria del continente (estate 1979)
- U contra di Martoglio, regia di Camilleri (1979)
- Il Bell'Antonio di Brancati (1980)
- Cuu i Nguanti gialli di Pirandello (1981)
- Il Barbiere di Siviglia, adattamento di S. Correnti (1982-1983)
- Teofilo e famiglia di Rapisardi (1982)
- Mastro Don Gesualdo (1983-1984)
- Io e te, amore mio, ci ameremo eternamente, di Verde, 1984 REGIA DI C.Lizzani (cfr. N.Garrone, Quanti amori usciranno dalla macchina per scrivere?, "Repubblica", 20 ottobre 1984); Su Raidue nel novembre 1985 andò in onda Io, te, amore mio ci ameremo eternamente di Dino Verde, con protagonista Mollica, con Josè Greci, Pietro De Vico, Nino Scardina e il giovane attore e futuro regista messinese Walter Manfrè (regia teatrale di Lizzani e televisiva di Carlo Nistri
- La scuola delle mogli di Molière (1984-1985)
- Il berretto a sonagli di Pirandello (1985)

## Televisione
(dalla scheda Rai)
- Il novellieri di Verga, regia di D. D'Anza (1968)
- Maigret e i diamanti, regia di M. Landi (1969)
- Dal tuo al mio, regia di M. Landi (1970)
- Lazzarillo De Tormes, regia di A. Camilleri (1970)
- Il Re Cervo di Gozzi, regia di A. Camilleri (1971)
- Omertà, della serie Di Fronte alla legge, regia di S. Maestranzi (1972)
- Petrosino, regia di D. D'Anza (1972)
- Morte di un seduttore di paese, regia di N.Fabbri (1978)

Ha partecipato anche agli sceneggiati e film TV: La contessa Lara; Il vendicatore; Domenica di ferragosto e La mano sugli occhi di P. Passalacqua (tratto dal romanzo di Camilleri Il corso delle cose, trasmesso da Rai Due dal 21/9 al 28/9/1979, dove interpreta il maresciallo Corbo, antesignano del commissario Montalbano) e Gioco di società di N. Loy. 
Radio
Voi ed io, programma d'intrattenimento radiofonico del mattino tutti i giorni dal lunedì al sabato dalle 9,15 alle 11,20 sul Programma Nazionale Radiorai nel mese di aprile 1973 (gran successo d'ascolto e molti consensi ricevuti soprattutto nell'angolo dedicato alla lettura di Massimo Mollica delle "Leggende di Sicilia").

## Altre opere
È autore di alcuni libri e dischi (Rime d'amore, Leggende d'amore della mia terra, Concerto di poesia, I Madrigali, Leggende di Sicilia).

## Riconoscimenti
Ha ricevuto diversi premi per la sua attività artistica e culturale: nel 1974 il Premio Centro Studi La Ghibellina di Firenze; nel 1981 il Premio Chianciano della critica radiotelevisiva per la migliore trasmissione culturale dell'anno (Mastro Don Gesualdo, 35 puntate su Radio 2); nel 1986 il Premio Eleonora Duse ad Asolo per la regia de Il Berretto a sonagli; nel 1987 è stato insignito del premio Re D'argento Dagala del Re a Santa Venerina. Nel 2007 è stato insignito del premio Giomi Città di Messina. Nel 2012 ha ricevuto il Premio Antonello da Messina (promosso dall'Associazione omonima con sede a Roma) e il premio Poesia da Contatto alla carriera..